# 푸에르토리코 자유당
자유당(스페인어: Partido Liberal de Puerto Rico)은 1932년에서 1944년까지 푸에르토리코에서 있었던 중도자유보수주의 정당이다. 1932년 창당되었고 1944년에 폐지 및 해산되었다.